# Мамин, Владимир Наркиссович
Влади́мир Нарки́ссович Ма́мин (альтернативное написание отчества Наркисович; псевдоним В. Н. М.; 1863, пос. Висимо-Шайтанский завод, Пермская губерния — 28 декабря 1909, Екатеринбург) — юрист, депутат II Государственной думы Российской империи от Пермской губернии (1907); младший брат писателя Дмитрия Наркисовича Мамина-Сибиряка.

## Биография

### Ранние годы. Адвокат
Родился в 1863 (или 1864) году в посёлке Висимо-Шайтанского завода (ныне — посёлок Висим) в семье потомственного почётного гражданина, священнослужителя Наркиса Матвеевича Мамина и его жены Анны Семёновны.
В 1882 году окончил Екатеринбургскую гимназию с золотой (или серебряной) медалью. Летом 1881 года он уехал в село Тюбук со своим гимназическим товарищем Николаем Игнатьевичем Кавшевичем-Матусевичем.

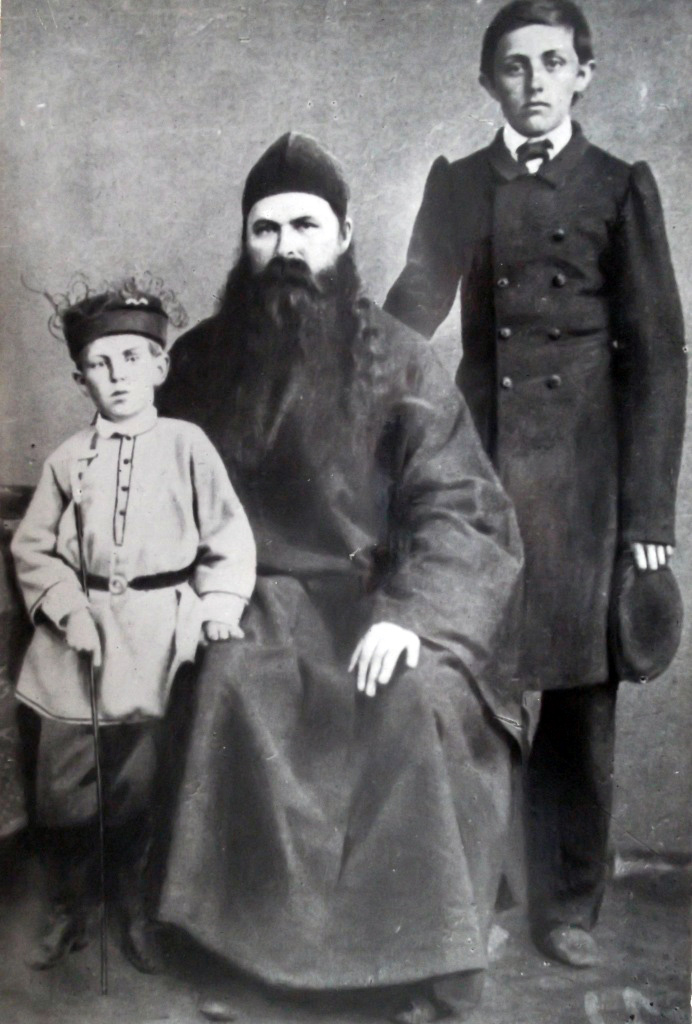
Мамин В. Н. (слева) с отцом и братом (1868)

В 1887 году окончил историко-филологический факультет Московского университета. Сотрудничал с газетой «Русский курьер». Три года спустя, в 1890 году, окончил юридический факультет Демидовского лицея в Ярославле (или юридический факультет Московского университета). Стал кандидатом права.
Несмотря на то, что Владимир получал земскую стипендию в размере 25 рублей в месяц, его брат Дмитрий старался материально поддерживать Владимира и высылал ему деньги, когда тот учился в Москве и в Ярославле.
С 1890 года был присяжным поверенным при Екатеринбургском окружном суде. Часто выступал на сложных судебных процессах: как адвокат в Аносовском деле в Саратове и в политическом деле в казанской судебной палате по обвинению социал-демократа Киселёва в подстрекательстве рабочих к бунту. На процессе Киселёва Владимир Наркиссович, в частности, доказывал, что никакого подстрекательства со стороны обвиняемого не было, а действия крестьян были вызваны их тяжёлой жизнью. Мамин был автором многих научных трудов по юриспруденции, некоторые из них хранятся в фондах Объединённого музея писателей Урала.
В этот период ведёт дела с французскими капиталистами, имеющими прииски на Урале, и ездит по делам в Париж (в связи с утверждением устава смешанного общества Аятских приисков).
Также являлся золотопромышленником: в 1897 году он стал совладельцем компании по эксплуатации 21 прииска в Оренбургской губернии, в 1909 году — соучредителем и директором «Ольгинской золотопромышленной акционерной компании». В этот период он был участником съездов уральских золотопромышленников, считался одним из создателей золотодобывающей промышленности на Урале.
Параллельно, как и его брат, занимался литературной и журналистской деятельностью, а также театральной критикой: был председателем и заведующим литературным отделением Общества любителей изящных искусств в Екатеринбурге. Также состоял членом Уральского общества любителей естествознания с 3 ноября 1890 по 1909 годы. Он также работал сотрудником газеты «Уральский край».

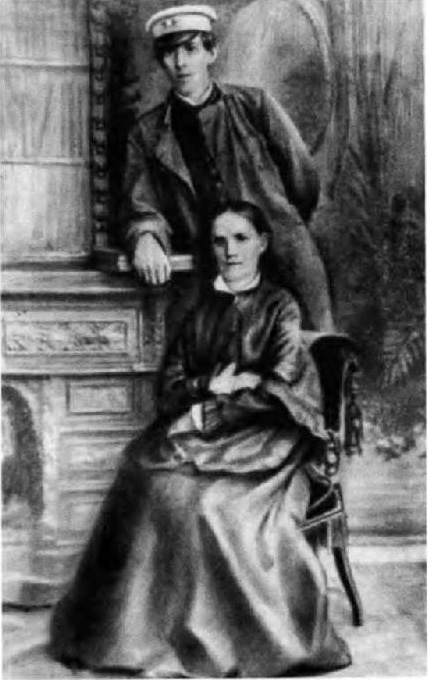
Мамин В. Н. с матерью (1882)

### 1905. Политик и депутат

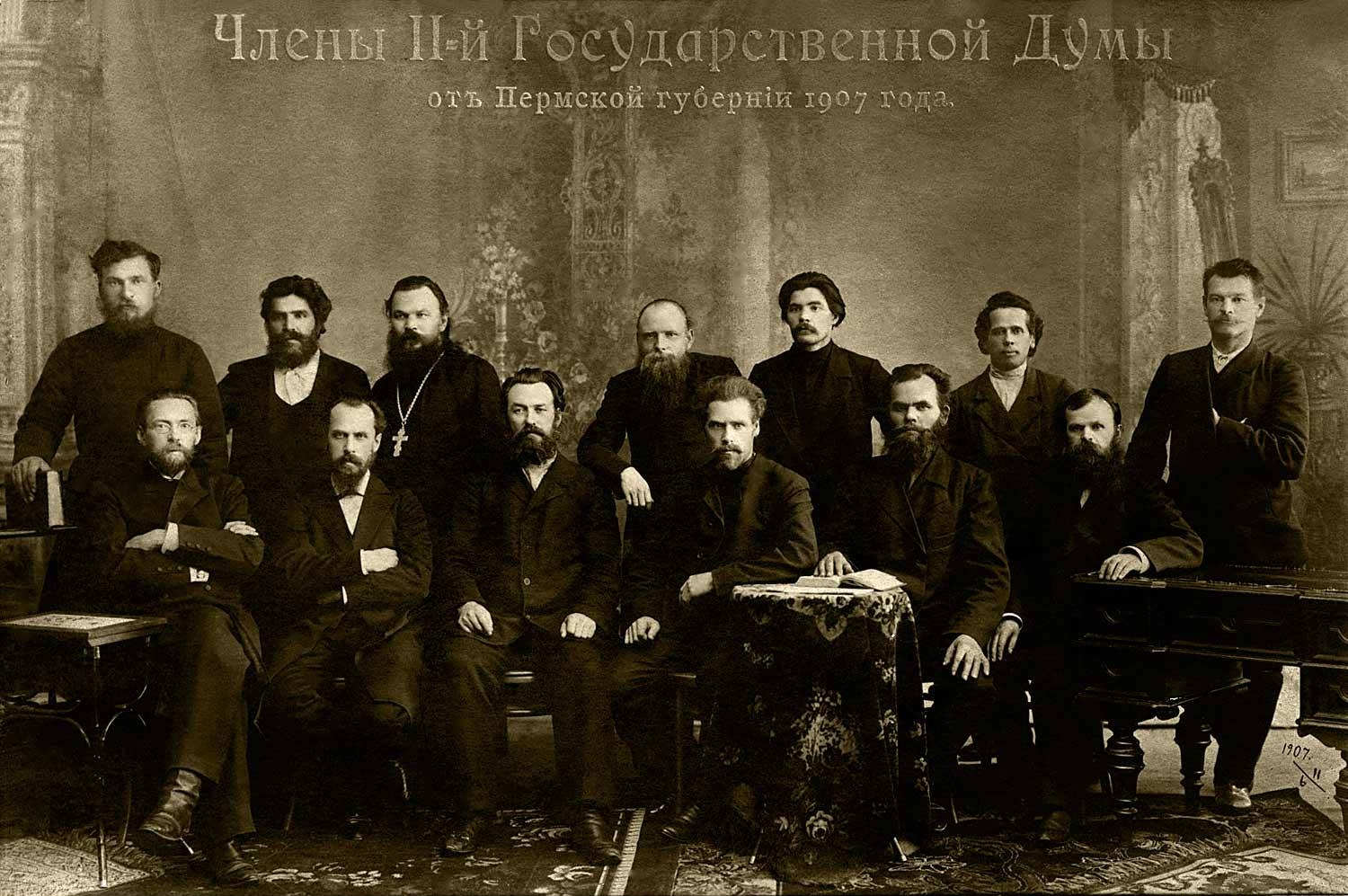
Члены II Государственной думы от Пермской губернии, 1907 год. Сидят: В. Н. Мамин, Г. И. Баскин, Я. Е. Захаров, А. А. Шпагин, Г. И. Кабаков, В. Е. Ершов; стоят: П. А. Зырянов, П. С. Сигов, К. А. Колокольников, Е. А. Петров, В. А. Чащин, Ф. Я. Тимачев, Я. П. Максимов

В 1905 году стал одним из организаторов Екатеринбургского отдела кадетской партии (вместе с нотариусом Александром Александровичем Ардашевым и Львом Афанасьевичем Кролем): был товарищем председателя, затем — председателем Екатеринбургской группы конституционных-демократов. На выборах в Первую Государственную Думу он входил в список кандидатов от кадетов. На губернском избирательном собрании 6 февраля 1907 года Мамин был выборщиком от съезда городских избирателей Екатеринбурга. Избрался в Государственную Думу Российской империи второго созыва (1907) от общего состава выборщиков Пермского губернского избирательного собрания.
В Думе вошёл во фракцию кадетской партии, но ни разу не выступал с парламентской трибуны. По этому поводу его старший брат в письме матери от 11 марта 1907 года сетовал: «Государственная Дума, по‑моему, переливает из пустого в порожнее. Володя все время молчит. Это не хорошо, а для избирателей обидно. Его не для молчания избирали, а сказался грибом — полезай в кузов. Конечно, на настоящую Думу никто особенных надежд и не возлагал, потому что набрался пуганый народ».
Возможно уже сказывалась болезнь — нефрит, от которой Владимир Наркиссович Мамин скончался 28 декабря 1909 года в Екатеринбурге. Был похоронен на Втором монастырском кладбище в Екатеринбурге, рядом с матерью; кладбище не сохранилось.

## Произведения
- Мамин В. Н. Об основании иска и о соединении исков в гражданском процессе : Сравнит. исслед. В. Н. Мамина. — Екатеринбург: тип. В. Н. Алексеева, 1897. — 159 с.
- Рассказ «Друг мой Степан Степанович» в газете «Русский курьер» (1887)[5].
- Театральные рецензии в газетах «Урал» и «Уральская жизнь»[5].

## Семья[5]
Жена (с декабря 1898 года): Мария Александровна Соколова — дочь богатого екатеринбургского купца, сестра Александры Александровны Конюховой; на момент свадьбы с 35-летним В. Н. Маминым ей было 16 лет; изменяла мужу с его другом Виктором Константиновичем Поленовым, позже вышла замуж за инженера Пац-Помарнацкого, сходилась с доктором А. М. Спасским, в период Гражданской войны оказалась в эмиграции, умерла после болезни в Харбине, в «каком-то доме старчества».
Сын: Олег (1901—1937), репрессирован, обвинен в причастности к шпионско-диверсионной организации, приговорён к ВМН.